# عبدالحسین فرزاد
دکتر عبدالحسین فرزاد مترجم، پژوهشگر، منتقد و استاد دانشگاه ایرانی است. تخصص اصلی وی نقد است، اما آشنایی‌اش به زبان و ادبیات عرب باعث گسترش حوزه فعالیت وی به ترجمه، ادبیات و به خصوص شعر عرب گردیده است.

## زندگی
عبدالحسین فرزاد در سال ۱۳۲۹ در خانواده‌ای سیستانی‌تبار در زاهدان به دنیا آمد. تحصیلات ابتدایی و متوسطه را در شهرهای زاهدان، ایرانشهر و خاش گذراند در نهایت لیسانس ادبیات فارسی را از دانشگاه تربیت معلم و فوق لیسانس را از دانشگاه شهید بهشتی و دکترایش را در رشته ادبیات فارسی از دانشگاه تهران دریافت کرد. وِی شاگرد استادان به نامی چون دکتر عبدالحسین زرین کوب، دکتر محمدرضا شفیعی کدکنی، دکتر محمدجعفر محجوب، دکتر جعفر شعار، دکتر محسن ابوالقاسمی و دکتر محمدجواد مشکور بوده‌ است.
وی هم‌اکنون عضو هیأت علمی (دانشیار) پژوهشگاه علوم انسانی و مطالعات فرهنگی و دانشیار نیمه وقت دانشگاه آزاد اسلامی واحد تهران جنوب است. دکتر منیره احمدسلطانی، همسر وی است.

## آثار
از فرزاد تاکنون بیش از بیست کتاب به چاپ رسیده‌است که سیزده کتاب از این تعداد تألیف و بقیه ترجمه است. بیشتر این آثار در حوزه ادبیات و نقد شعر است.
در حوزهٔ ترجمه وی توجه و تمرکزی بر آثار بانوی شاعر سوری غادة السَّمّان دارد و اغلب آثار وی را به فارسی برگردانده است.
فرزاد با اتکا به اندیشه‌های شاعران عرب به ویژه غادة السَّمّان، ادبیات عرب را به ادبیات ایران می‌شناساند و معتقد است اشعار این شاعر پختگی و ابعاد روشنفکرانه دارد و با خوانش اشعار او گمان می‌کند فروغ فرخزاد شعر معاصر عرب را بازیافته‌است. اشعار غادة السَّمّان تصویرگر سال‌های پرآشوب بیروت است که آن را به خوبی لمس کرده و بسیاری از اشعارش تبلوری از این تراژدی هولناک شده و البته با تصویر و ترجمه عبدالحسین فرزاد فرصتی برای بازخوانی فارسی یافته‌است.∗

### ترجمه
- قبانی، نزار. شعر، زن و انقلاب. انتشارات امیرکبیر. ۱۳۶۴
- ا.سلیمان، خالد. فلسطین و شعر معاصر عرب. ترجمه با همکاری شهره باقری. تهران: نشر چشمه، ۱۳۷۶.
- دربندکردن رنگین کمان (گزیده و ترجمه اشعار غادة السمان). نشرنقره. چاپ دوم: نشرچشمه، ۱۳۷۸. چاپ سوم: نشرچشمه، ۱۳۸۳، چاپ چهارم: نشرچشمه ۱۳۸۵.
- السَّمّان، غادة. غمنامه‌ای برای یاسمن‌ها. تهران: نشر چشمه چاپ اول ۱۳۷۷، چاپ دوم ۱۳۸۵.
- شاکر السیاب، بدر و دیگران. رویا و کابوس؛ شعر پویای معاصر عرب. گردآوری و ترجمه: عبدالحسین فرزاد. تهران: مروارید چاپ اول ۱۳۸۰. شابک ‎۹۶۴−۶۰۲۶−۹۲−۳.
- السَّمّان، غادة. زنی عاشق در میان دوات. تهران: نشر چشمه چاپ اول ۱۳۸۰.  .
- السَّمّان، غادة. ابدیت، لحظهٔ عشق. تهران: نشر چشمه چاپ اول ۱۳۸۳.
- ألقیس، اِمرو و دیگران. غزالانی در میان خلایق؛ گزیدهٔ عاشقانه‌های کلاسیک عرب. گردآوری و ترجمه: عبدالحسین فرزاد. تهران: نشر مروارید چاپ اول ۱۳۸۵. شابک ‎۹۶۴−۸۸۳۸−۳۲−۱.
- زندگی، عشق و افتخار (گزیده اشعار مایکل بالارد – شاعر ضد جنگ معاصر آمریکا). با همکاری دکتر میترا احمدسلطانی ( تحت طبع – نشرروزگار)
- من از آینده می آیم (گزینه اشعار آدونیس) شاعر طغیان علیه زبان سیاسی .برگردان عبدالحسین فرزاد.انتشارات مروارید. چاپ اول، ۱۳۸۸.

### تألیف
- آوای غژک (دفتر شعر). تهران: ارغنون، چاپ اول، ۱۳۷۲.
- دربارهٔ نقد ادبی. تهران : نشر قطره، چاپ اول، ۱۳۷۸. چاپ دوم،۱۳۷۸ .چاپ سوم ،۱۳۷۹.چاپ چهارم،۱۳۸۱
- منوچهری (نقد وپژوهش) . نشر آتیه . ۱۳۷۶
- قرائت و درک مفاهیم متون عرفانی انتشارات دانشگاه پیام نور.۱۳۷۶
- تاریخ ادبیات عربعرب (به عربی).انتشارات سخن ( علمی ).۱۳۷۴چاپ دوم ۱۳۷۷، چاپ سوم ۱۳۷۹
- تاریخ فرهنگ و ادب عربی (به عربی).انتشارات دانشگاه پیام نور.۱۳۷۴
- المنهج (نثر و شعر عربی). با همکاری استاد دکتر جعفر شعار. انتشارات سخن (علمی) چاپ اول ۱۳۷۲. چاپ دوم ۱۳۷۵. چاپ سوم ۱۳۸۱
- 'المنهج فی الشعر. با همکاری استاد دکتر جعفر شعار. انتشارات علمی. ۱۳۷۱
- المعجم المفهرس لالفاظ الحادیث عن الکتب الاربعه (با گروهی از پژوهشگران). انتشارات پژوهشگاه علوم انسانی و مطالعات فرهنگی. ۱۳۷۰. الجزء الاول . آ – اقف، الجزء الثانی . أکد – ایه . ۱۳۷، الجزء الثالث . الباء . ۱۳۷۴، الجزء الرابع . ۱۳۷۹
- تاریخ ادبیات جهان ۱و ۲. شرکت چاپ و نشر کتاب‌های درسی (آموزش و پرورش).۱۳۷۹
- ترجمه از عربی به فارسی. انتشارات دانشگاه پیام نور. ۱۳۷۴
- گزینه اخلاق ناصری. نشر قطره. ۱۳۷۳. چاپ دوم ۱۳۷۵
- قاموس (فرهنگ فارسی به فارسی). باهمکاری گروهی از اساتید. دفتر نخست. آ-آپوفیس. نشر بنیاد قرآن. ۱۳۶۴
- خانه خار (رمان). نشر روزگار
- سِرواغوم (رمان)